# II. Tahmászp perzsa sah

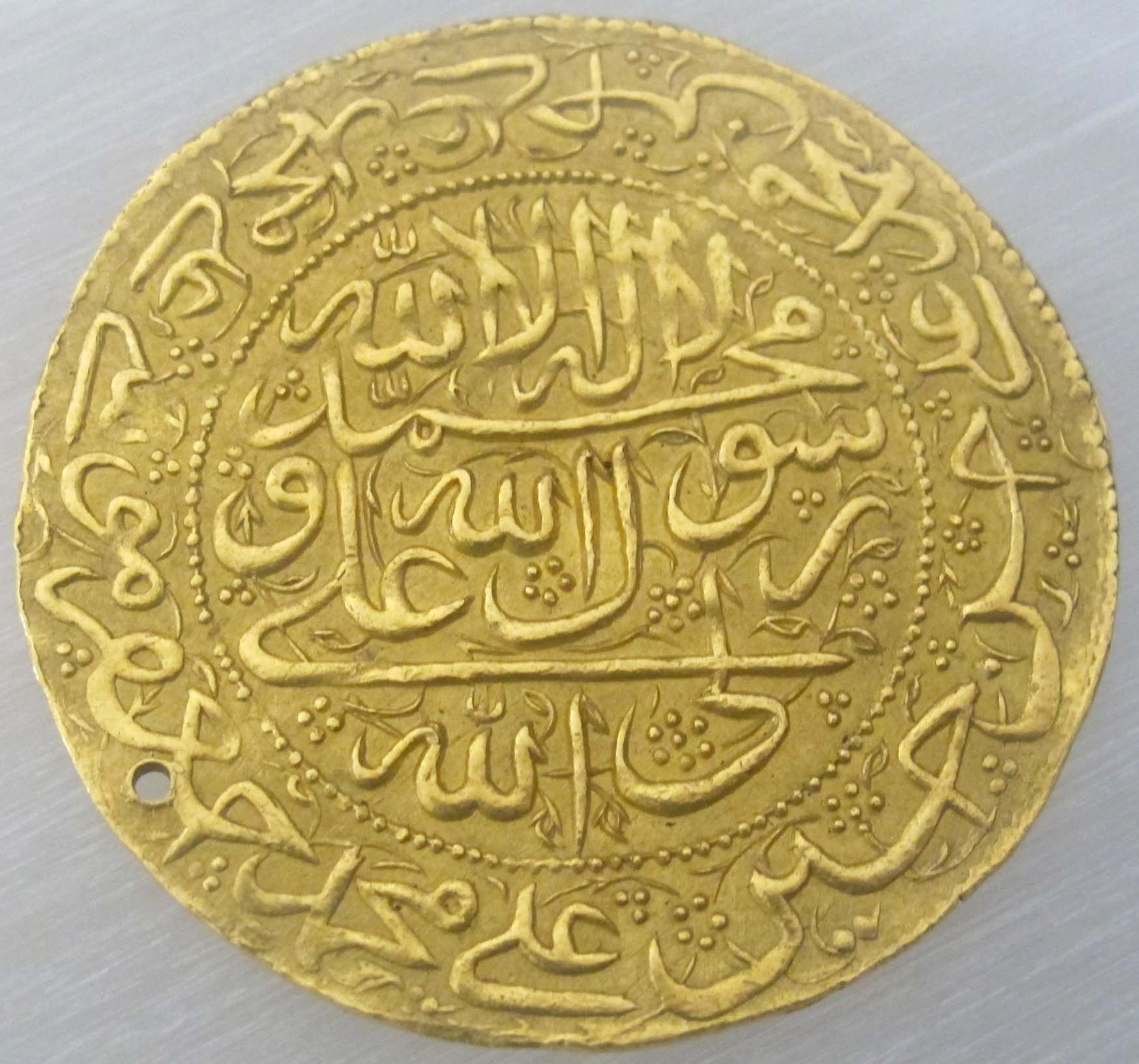

II. Tahmászp (Iszfahán, 1704 k. – Szabzevár, 1740 februárja) Szultán Huszajn sah fia, Perzsia sahja (uralkodott 1722. november 24-étől 1732. szeptember 2-áig), a Szafavida-dinasztia tagja volt.

## A menekült herceg
1722. március 26-án nyilvánították trónörökössé (Válí Ahad), miután két bátyja kinevezését visszavonták. Az 1706 óta lázadó, szunnita afgánok még abban az évben megostromolták Iszfahánt, de Tahmászpnak június 7-én sikerült megmenekülnie az ostromlott városból. Ezzel valószínűleg az életét is megmentette, mert Mahmúd Gilzaj, az afgán uralkodó 1725. február 8-án mind letett apját, mind foglyul ejtett fivéreit kivégeztette. Tahmászp Észak-Iránba menekült a síita törzsekhez, és 1722. november 24-én kiáltották ki sahhá Kazvínban. Az afgánokkal szemben a Kádzsár- és Afsár-törzs segítségére számíthatott. 1725-ben az afgánok Tebrizbe szorították, ahonnan türk nomádok űzték Teheránba. Itt ismét vereséget szenvedett az afgánoktól, így decemberben Mázandaránba vonult vissza. Miután az Afsár vezető, Nádir Kulí kán leleplezte a Kádzsár Fath Alí kánt, aki levelezett Mashad afgán kormányzójával, ő vette át Tahmászp seregeinek vezetését.

## Nádir árnyékában
Nádir nagyon sikeres hadvezérnek bizonyult: 1726-os mashadi győzelmével Horászánt biztosította Tahmászp számára, 1729 tavaszán pedig keleten Herátnál, majd ősszel Dámgánnál, végül Iszfahánnál és Siráznál aratott diadalt az afgánok felett. Tahmászpot 1729 decemberében így megkoronázták, de rövidesen féltékennyé vált Nádir sikereire, aki tehetségét az afgán lázadók mellett a nyugat-perzsiai területeket megszálló Oszmán Birodalom ellen kivívott sikerekkel is bizonyította. Oroszországgal vívott egy rövid háborút (1722–1723), amelynek során Nagy Péter megszerezte Baku és néhány kaszpi-melléki területet, de kilenc év után az oroszoknak ki kellett vonulniuk innen és Tahmászp visszaszerezte befolyását a Kaukázusban is.
Tahmászp maga is bizonyítani akart, így míg Nádir egy mashadi afgán lázadás leverésével foglalkozott, személyesen indult nyugatra a törökök ellen, és 1731. október 15-én súlyos vereséget szenvedett, majd 1732-ben békét kötött, melyben Grúzia és Örményország területét átadta a Portának az elvesztett Tebriz visszaadásáért cserébe. Nádir ennek hatására döntött úgy, hogy kezelhetőbb uralkodó után néz: 1732. szeptember 2-án leitatta Tahmászpot, megszégyenítő helyzetbe hozta udvaroncai előtt, és lemondatta csecsemő fia, III. Abbász javára.

## Fogság és halál
III. Abbász csak addig viselte a sahi koronát, amíg Nádir le nem győzte az oszmánokat, és diadalán felbátorodva meg nem koronáztatta magát. A lemondatott Tahmászp Abbászal és fivérével, Iszmáíllal együtt luxuskörülmények közé került szigorú őrizetbe. (Első fia, Alkász, még lemondatása előtt meghalt.) 1740-ben gyilkoltatta meg őket Nádir fia, Rizá, aki az indiai hadjáraton részt vevő sah egyébként téves halálhírére attól tartott, hogy esetleg egy összeesküvés során restaurálják a Szafavida-dinasztiát. A családot Mashadban temették el. 1786-ban a Kádzsárok felléptettek egy trónkövetelőt, aki magát II. Tahmászp fiának adta ki Abú l-Fath Muhammad néven.

## Külső hivatkozások
- Christopher Buyers: The Royal Ark/Persia/Safawi Dynasty